# Mónica Pulgar
Mónica Pulgar Machado (León, 19 maggio 1971) è un'ex cestista spagnola.

## Carriera
Con la Spagna ha disputato i Giochi olimpici di Barcellona 1992.